# Silvio Conti
Silvio Conti (* 6. Mai 1899 in Lugano; † 21. Oktober 1938 in Prenzlau; heimatberechtigt in Monteggio) war ein schweizerisch-deutscher Jurist, Manager und nationalsozialistischer Staatsbeamter. Er amtierte von 1934 bis 1938 als Landrat von Prenzlau.

## Leben und Wirken
Conti war das älteste von drei Kindern des Schweizer Postangestellten Silvio Conti und der aus Leipzig stammenden Hebamme Nanna Conti, geborene Pauli. Sein jüngerer Bruder war der Mediziner und spätere Reichsgesundheitsführer Leonardo Conti. Nach der Trennung der Eltern im Jahr 1902 siedelte Contis Mutter mit den Kindern nach Deutschland über, wo die Kinder nun die preußische Staatsangehörigkeit erhielten.
Von Ostern 1905 bis Michaelis (≈ Herbst) 1913 besuchte Conti das städtische Mommsen-Gymnasium in Berlin-Charlottenburg, dann von Michaelis 1913 bis Ostern 1917 das Friedrich-Wilhelm-Gymnasium in Berlin. Dort legte er im Sommer 1917 das Abitur ab. Anschließend meldete er sich als Kriegsfreiwilliger zur Teilnahme am Ersten Weltkrieg: Am 1. Mai 1917 trat er in die Kaiserliche Marine ein, in der er bis November 1918 eine Ausbildung als Marineflieger durchlief. Bei Kriegsende schied Conti am 29. November 1918 als Flugzeugführer-Obermatrose der Marine-Landflieger-Abteilung aus der Armee aus. Stattdessen schloss er sich der Garde-Kavallerie-Schützen-Division an, mit der er sich an der Bekämpfung der im Gefolge der deutschen Kriegsniederlage im Berliner Raum ausgebrochenen sozialistischen Unruhen sowie von kommunistischen Aufständen in Leipzig beteiligte.
Von 1918 bis 1921 studierte Conti sieben Semester Rechtswissenschaften und Nationalökonomie an der Friedrich Wilhelms-Universität in Berlin. Als führendes Mitglied der Deutschen Finkenschaft und des Berliner Hochschulrings Deutscher Art gehörte er in dieser Zeit zusammen mit seinem Bruder zu den aktivsten Exponenten der nationalistischen Studentenbewegung.
Nachdem er am 24. November 1921 die Erste Juristische Staatsprüfung am Kammergericht mit dem Prädikat „gut“ bestanden hatte, wurde er als Referendar in den Juristischen Vorbereitungsdienst aufgenommen. In den folgenden Jahren durchlief er zur praktischen Vorbereitung auf den Juristenberuf die üblichen Stationen. Er schloss den Vorbereitungsdienst 1926 mit dem zweiten juristischen Staatsexamen ab, das er ebenfalls mit dem Prädikat „gut“ bestand. Außerdem promovierte er 1925 mit einer Arbeit über die Preußische Studentenschaft zum Dr. jur.
Nach dem Ende seines Juristischen Vorbereitungsdienstes verließ Conti den Staatsdienst zum 31. Januar 1927, um in die Ölindustrie zu wechseln: Von 1927 bis 1933 leitete er die Rechtsabteilung der Firma OLEX, bei der er seit 1930 zudem als Prokurist fungierte. Nebenbei betrieb er eine kleine Rechtsanwaltskanzlei in Berlin.
Zum 1. Juli 1930 trat Conti der NSDAP bei (Mitgliedsnummer 264.265). Conti war zudem Mitglied im „Fliegersturm“ und Scharführer in der SS sowie Mitglied im Bund Nationalsozialistischer Deutscher Juristen (BNSDJ). Nach dem Machtantritt der Nationalsozialisten wurde Conti am 4. Mai 1933 zum kommissarischen Landrat von Ostprignitz ernannt. Zum 3. August desselben Jahres übernahm er vertretungsweise die Leitung des Landrats von Prenzlau, womit er dem Konservativen Kurt von Lettow-Vorbeck nachfolgte. Zum 18. Januar 1934 folgte seine Bestallung als regulärer Landrat. Dieses Amt behielt er bis zu seinem Tod im Jahr 1938 bei. Seine Amtszeit war in der Anfangsphase geprägt von der Aufspürung und Entlassung der politischen Gegner des NS-Systems in der Beamtenschaft des Landratsamtes und der ihm unterstehenden Stellen. Seit 1933, verstärkt aber seit 1936, war Conti in anhaltende scharfe Auseinandersetzungen mit dem brandenburgischen Gauleiter Wilhelm Kube und dessen Mitarbeitern verwickelt. 
Nachdem Conti bereits seit dem Frühjahr 1938 sein Amt als Landrat gesundheitsbedingt – er litt an einer chronischen Magen-Darm-Erkrankung – nicht mehr wahrnehmen konnte und beurlaubt war, nahm er sich im Oktober 1938 aufgrund seines hoffnungslosen Gesundheitszustandes das Leben, indem er sich in den Hinterkopf schoss. Seine Ehefrau Luise (1904–1945), mit der er seit 1931 verheiratet war, schoss auf den Sterbenden und beschleunigte damit seinen Tod. Später gab sie an, dies getan zu haben, um seine Qualen abzukürzen. Sie wurde wegen Totschlags zu einem Jahr Gefängnis verurteilt. Ob die Strafe tatsächlich vollstreckt wurde, ist unklar. Luise Conti wurde die Witwenpension zugebilligt. Über Contis Suizid durfte auf Anordnung von Reichspressechef Otto Dietrich, dem Staatssekretärs im Reichsministerium für Volksaufklärung und Propaganda (RMVP), nicht in der Presse berichtet werden.

## Schriften
- Das preussische Studentenrecht, Charlottenburg 1925.
- Die preussische staatlich anerkannte Studentenschaft, 1925. (Dissertation)
- Verfassung von Staat und Stadt. Vortrag, gehalten an die Staatsmedizinische Akademie Berlin am 7. und 14. November 1933, Leipzig 1934.